# 厄爾巴索鎮區 (阿肯色州懷特縣)
厄爾巴索鎮區（英語：El Paso Township）是位於美國阿肯色州懷特縣的一個行政鎮區。

## 地方資料
厄爾巴索鎮區的面積為41.07平方千米，當中陸地面積為41.07平方千米，而水域面積為0.00平方千米。根據2010年美國人口普查的數據，當地共有人口691人，而人口密度為每平方千米16.82人。